# José Manuel Roldán Hervás
José Manuel Roldán Hervás (n. 1942) es un historiador español, especialista en la Historia de Roma, sobre todo en las vías romanas y el ejército romano en la Hispania Romana, profesor emérito de la Universidad Complutense de Madrid.

## Biografía
José Manuel Roldán Hervás es licenciado en Filología Clásica por la Universidad de Salamanca, donde se doctoró en 1968. Dirigió su tesis titulada Iter ab Emerita Asturicam. (La Calzada de la Plata), el catedrático de Arqueología de la Universidad de Salamanca, Francisco Jordá Cerdá. Impartió docencia en la Universidad de Salamanca desde 1965 como Profesor Adjunto de Prehistoria, Arqueología, Epigrafía y Numismática. 
Amplió estudios en Alemania, entre 1970 y 1972, en el Instituto de Arqueología de la Universidad de Colonia, bajo la dirección del profesor Friedrich Vittinghoff. En 1974 obtuvo la Cátedra de Historia Antigua de la Universidad de Granada y en 1988 la de Salamanca. Desde 1992 es catedrático de Historia Antigua en la Universidad Complutense de Madrid.
Correspondiente de la Real Academia de la Historia y miembro de los Comités científicos de una docena de revistas especializadas. Además pertenece a la Fundación Alexander von Humboldt.
Su obra científica se ha centrado en la Historia de Roma, en concreto en el estudio de las vías romanas en Hispania, el ejército y la historia política y social de Roma y de la península ibérica en la Antigüedad.
Entre sus publicaciones como investigador cuenta con una treintena de monografías y más de un centenar de artículos, donde se ha centrado en distintos problemas de la Antigüedad romana y, en concreto, en el ejército, la historia política y social de Roma y de la península ibérica en la Antigüedad y las vías romanas en Hispania, tema sobre el que dirige desde hace diez años un ambicioso proyecto de investigación de la CICYT Comisión Interministerial de Ciencia y Tecnología.
Entre sus obras publicadas destacan Hispania y el ejército romano, Salamanca, 1974; Itineraria Hispania,Valladolid-Granada, 1975; Historia de Roma, Madrid, 1980; El imperialismo romano, Madrid, 1984; Césares, Madrid, 2008 y Calígula, Madrid, 2011. 
En El Camino de la Plata: Iter o Negotium (Gerión, 2007: 323-340) nos cuenta que ha retomado el tema de su tesis que fue la investigación de la Vía de la Plata porque en 2007 comenzó el proyecto de investigación de la Dirección General de Investigación del Ministerio de Educación y Ciencia sobre la red viaria de la España romana, y se plantea lo que ha cambiado desde hace 40 años respecto a la Vía de la Plata, cuando solo había restos dispersos de la calzada romana y apenas un objeto de estudio, mientras que ahora es un atractivo turístico al que se apuntan muchas poblaciones cercanas y no tan cercanas. 
Así pasado este tiempo, vuelve a definir su objeto de estudio en unos trechos de camino cimentados en la antigua calzada romana, con abundantes miliarios que jalonan la calzada dentro de las provincias de Badajoz, Cáceres, Salamanca, Zamora y León. El autor se centra en la época romana, en el tramo de Mérida a Astorga. Aunque reconoce que el camino originalmente arrancaría desde Huelva o Sevilla, en épocas anteriores. 
Sobre el tema de la denominación e identificación, el autor distingue entre caminos o vías (viae) y rutas (itinera) para el viajero, haciendo referencia al Itinerario de Antonino, que es un repertorio de calzadas de época imperial (siglo III). Señalando que el nombre tiene distintas interpretaciones y que no todo el trazado llevaba el nombre popular de camino de la Plata.
Ha dirigido un Diccionario de la Antigüedad hispana, Madrid, Akal, 2006, que ha contado en su redacción con la participación de medio centenar de especialistas de distintas universidades españolas.
En 2012 publica Calígula: el autócrata inmaduro donde se adentra en la vida y los hechos del Emperador más denostado de la historia, más incluso que Nerón, Domiciano o Cómodo, para descubrir qué hay de verdad y qué de calumnia en los testimonios de la Antigüedad.